# Бесчастных, Михаил Евгеньевич
Михаи́л Евге́ньевич Бесча́стных (род. 1 апреля 1974, Москва) — российский футболист, полузащитник. Брат-близнец Владимира Бесчастных.
После окончания профессиональной карьеры работает судьёй и играет на любительском уровне.

## Достижения
- Победитель зонального и бронзовый призёр финального турнира первенства России среди любителей (ЛФЛ) 2007 года в составе «Истры»[2].